# 서울대학교 관정도서관
서울대학교 관정관은 기존 서울대학교 중앙도서관의 시설 노후와 학업 공간 부족을 보완하기 위해 중앙도서관 뒤에 새로이 지어진 도서관이다. 관정관이란 이름이 붙여진 이유는 도서관 신축 기부금 모집 당시 가장 많은 액수의 기부를 한 이종환 회장의 아호 관정(冠廷)을 따왔기 때문이다. 층수는 총 8층으로 지하 1층, 지상 7층으로 구성되어있다. 총 면적은 약 25,834m2이다.

## 역사
서울대학교 관정관은 서울대학교의 본부직할 부속시설로서 2013년 5월부터 공사에 들어가 2015년 2월 5일에 준공식을 하였고 2015년 2월 23일에 개관을 하였다. 2012년부터 신축 계획이 진행되어 디자인 공모를 통해 디자인을 확립하였고, 2012년 3월부터 신축 기금 1000억 원 모금행사를 펼쳤다. 모금행사를 펼친 지 불과 2개월 만에 관정이종환교육재단의 관정 이종환 회장이 단일 최대 기부 액수인 600억원을 지원하기로 하였다. 이는 우리나라 대학 역사상 최고의 기부금이다. 이어 수많은 교원과 각계각층의 동문 및 본교와 직접 관련이 없는 뜻있는 일반인까지 약 700여 명이 모금에 동참하면서 100억원을 더 마련했다.

## 특징
4,000여 석의 열람석을 포함하는 관정관은 ‘전자 자원 중심의 이용자 맞춤형 서비스 공간’을 표방한다. 인쇄 자료 소장 공간의 역할은 기존의 중앙도서관이 수행하게 된다. 박 교수는 이용자 중심의 도서관을 강조하며 “중도에 있는 장서를 옮기진 않을 것”이라고 말했다. 이어 그는 “하지만 관정관이 책상과 의자만 있는 ‘시험공부용 독서실’로만 여겨지는 것은 원치 않는다”며 “저층 서가를 배치해 공부와 독서를 어우르는 ‘도서관’을 조성할 것”이라고 밝혔다.
관정관은 이용자 맞춤형 공간으로서 열람실 공간을 다양화했다. 관정관은 1인 공간인 ‘개인 열람실’, 자유로운 분위기에서 독서와 휴식이 가능한 복합공간으로서의 ‘스터디가든’, 일체의 소음을 금하는 ‘딥콰이어트존(Deep Quiet Zone)’ 등을 아우르는 방향으로 설계됐다. 박 교수는 “딥콰이어트존에서는 스마트폰 사용까지 일절 금지할 계획”이라며 “소음에 대한 민감도가 사람마다 다르기 때문에 노트북 사용 공간을 별도로 배치하고 일반 열람실과 정숙 열람실을 구분했다”고 말했다.
그 외 사용자 편의를 위한 시설들로 중앙도서관 옥상과 연결된 옥상 정원과 교수라운지, 컨퍼런스룸 등이 있다. 옥상 정원은 1,000평 규모의 녹지공간으로 조성됐다. 교수 라운지는 교수를 위한 공간이 미흡하다는 판단에서 설계된 공간으로 독서 공간, 소그룹 세미나 등의 용도로 계획됐다.

## 층별 안내

관정도서관 층별 안내

- 1층(지하) : 운초 세미나실, 메가스터디 세미나실, 한국타이어 세미나실, 관정마루
- 2층 : 스터디가든, 그룹스터디룸, 사물함, 본관 가는 길
- 3층 : 스터디가든, 양두석 홀
- 4층 : 그룹스터디룸, 패컬티 라운지
- 5층 : 관장실, 행정지원팀, 회의실, 도서관 옥상정원 가는길
- 6층 : 멀티미디어 플라자, 정보검색실, 소극장, 관정관서비스팀
- 7층 : 7A 열람실(기억의 방), 7B 열람실(상상의 방), 노트북존, 캐럴, 실내정원
- 8층 : 8A 열람실(이성의 방), 8B 열람실(진리의 방, 대학원생 전용), 노트북존, 캐럴

## 관정 이종환 회장
약력

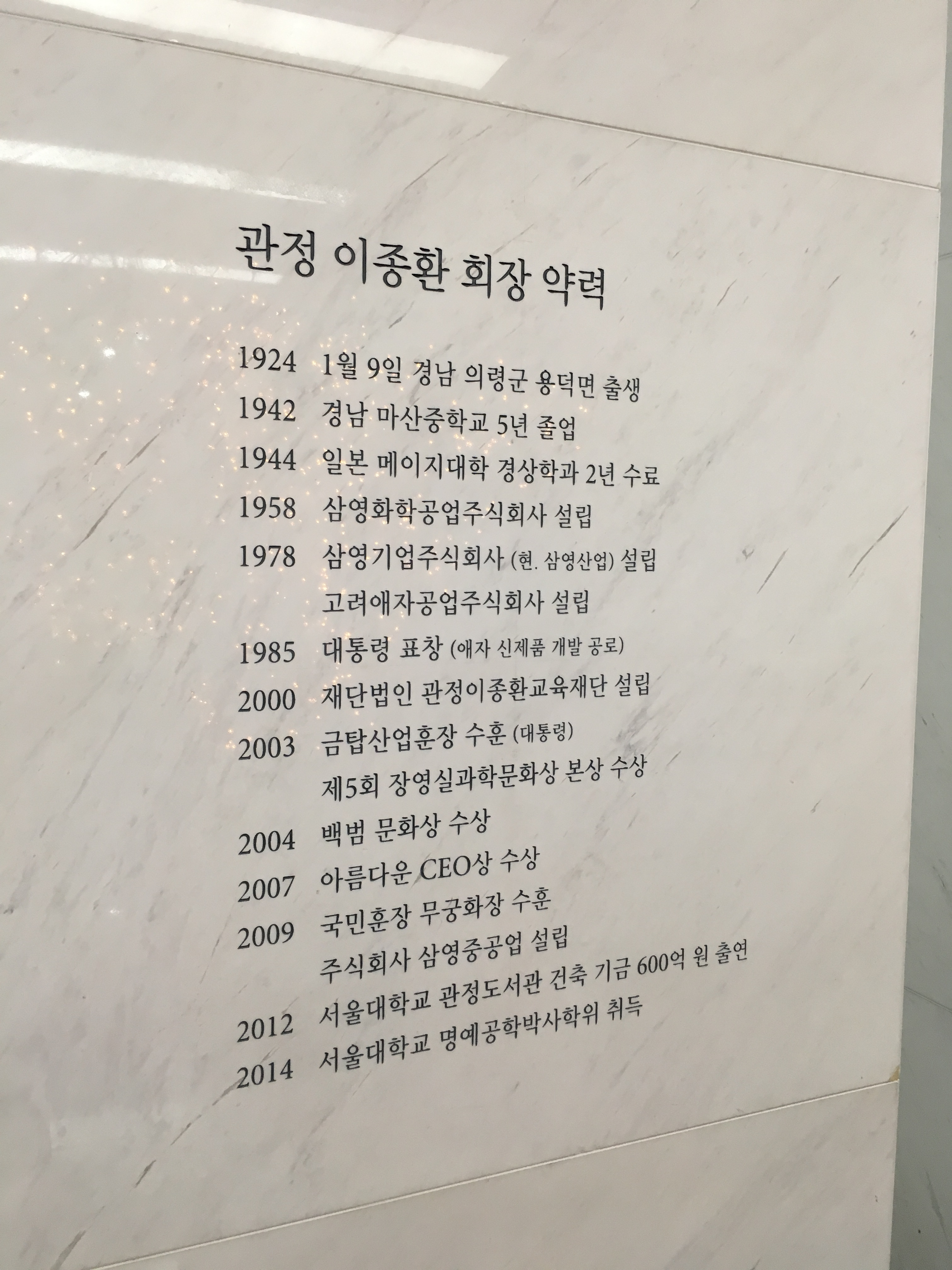
관정 이종환 회장 약력

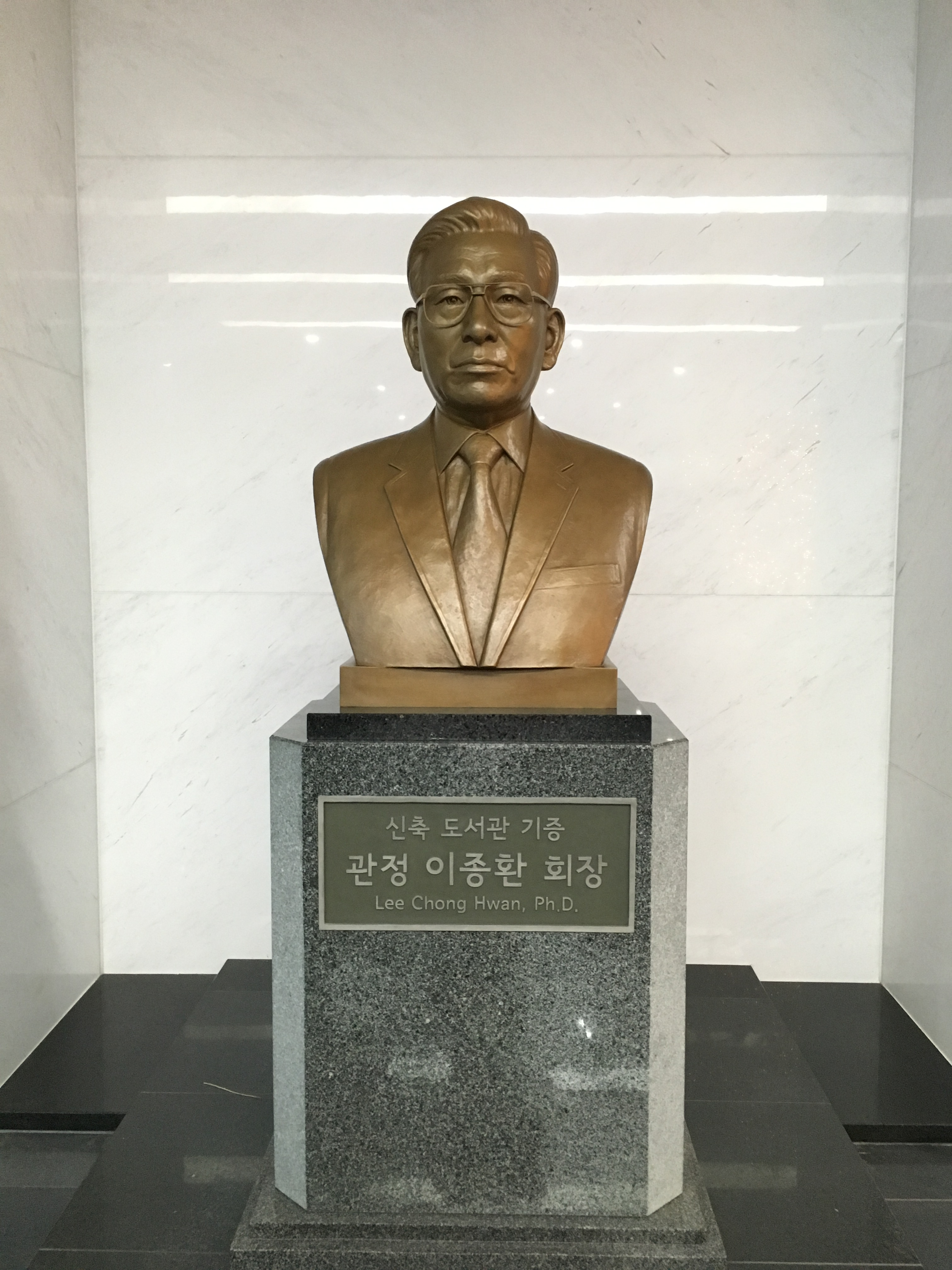
관정 이종환 회장 동상

- 1924 1월 9일 경남 의령군 용덕면 출생
- 1942 경남 마산중학교 5년 졸업
- 1944 일본 메이지대학 경상학과 2년 수료
- 1958 삼영화학공업주식회사 설립
- 1978 삼영기업주식회사(현. 삼영산업) 설립, 고려애자공업주식회사 설립
- 1985 대통령 표창(애자 신제품 개발 공로)
- 2000 재단법인 관정이종환교육재단 설립
- 2003 금탑산업훈장 수훈(대통령), 제5회 장영실과학문화상 본상 수상
- 2004 백범 문화상 수상
- 2007 아름다운 CEO상 수상
- 2009 국민훈장 무궁화장 수훈, 주식회사 삼영중공업 설립
- 2012 서울대학교 관정관 건축 기금 600억 원 출연
- 2014 서울대학교 명예공학박사학위 취득

명언
- "이 세상에 태어나 만수유하였으니 공수거하리라."
- "돈을 버는 것은 천사같이 못했어도 돈을 쓰는 것은 천사처럼 하리라."
- "부존자원도 없는 나라인데, 결국 사람에게 투자해야 된다는 걸 깨달았다. 서울대학교 학생들이 열심히 공부해서 세계적인 인재로 성장하기를 진심으로 기원한다."

## 설계 및 시공
건축설계는 테제건축사사무소(대표 유태용)에서 진행하였으며, 구조설계는 하이구조기술사사무소(대표 권용근)가 담당하였다. 시공은 ㈜대우건설에서 진행하였다.

## 건축적 의의
건축계획 초기에는 기존의 서울대학교 중앙도서관 옆에 별동의 고층건물로 신축하려 하였으나, 서울대학교의 역사와 추억이 담겨진 대지로 신축이 여의치 않았다. 그래서 기존의 서울대학교 중앙도서관(지하1층, 지상3층)을 수직 증축하는 방향으로 검토가 이루어졌으나, 현재 중앙도서관의 구조형식을 고려해 볼 때 수직증축 시 기존 기둥과 기초의 내력이 부족하여 대대적인 구조보강이 이루어져야 하는데 실질적으로 공사 중 도서관의 운영을 중지할 수 없는 상황이었다. 그래서 기존 서울대학교 중앙도서관과 연계를 이루면서 사용가능한 대지 내에서 관정관을 신축하려는 건축가의 고민이 시작되었으며, 이에 건축가에 의해 기존의 중앙도서관과 독립되면서 3개층의 구조물이 상부를 가로지르는 100M 이상의 대경간 건축물이 제안되었고, 이로부터 이를 실현시키고자 건축가와 구조설계자의 많은 의견교환과 협의 그리고 다양한 구조형식에 대한 검토가 그동안 지속적으로 이루어졌다. 결국 최종 구조형식으로는 기존 중앙도서관의 양 옆으로 2개씩 4개 그리고 뒤쪽 중앙부에 1개로, 총 5개의 코어(Core)로 사용되는 메가기둥(Mega Column)과 이들을 연결하면서 기존 중앙도서관 상부를 건너 가로지르는 3개층(5층, 6층, 7층)의 구조물인 최대 경간 112.5M인 메가트러스(Mega Truss)로 구성된 메가구조(Mega Structure)를 신축하는 것으로 구조설계가 이루어졌다.
건축용 고성능강재(HSA800)
우리나라에서 생산되는 가장 높은 강도를 가진 강재인 건축용 고성능강재(HSA800)을 다량 사용하였다.
메가구조 (Mega Structure)
서울대학교 관정관의 메가구조(Mega Structure)는 총 5개의 메가기둥(Mega Column)과 이들을 지점으로 연결되는 4개열의 메가트러스(Mega Truss)로 구성되어있다.
엇갈린 메가트러스 (Staggered Mega Truss)
서울대학교 관정관의 메가구조(Mega Structure)에서 4개열의 메가트러스(Mega Truss)는 중력저항골조로서 주로 중력하중인 고정하중(Dead Load)과 활하중(Live Load)을 지지하는 역할을 한다.
메가기둥 (Mega Column)
서울대학교 관정관의 메가구조(Mega Structure)에서 5개의 메가기둥(Mega Column)은 메가트러스(Mega Truss)의 중력하중을 지지할 뿐만 아니라 횡력저항골조로서 지진하중(Earthquake Load)과 풍하중(Wind Load)을 지지하는 역할을 한다. 특히 국토해양부 고시 건축구조기준 2009(KBC 2009)에 의한 기본 지진력저항시스템으로는 건물골조시스템으로 철골 보통중심가새골조를 선택하여 메가구조(Mega Structure)에 작용하는 설계지진력의 100%를 5개의 메가기둥(Mega Column)이 모두 저항하도록 설계하였다.

## 사진들

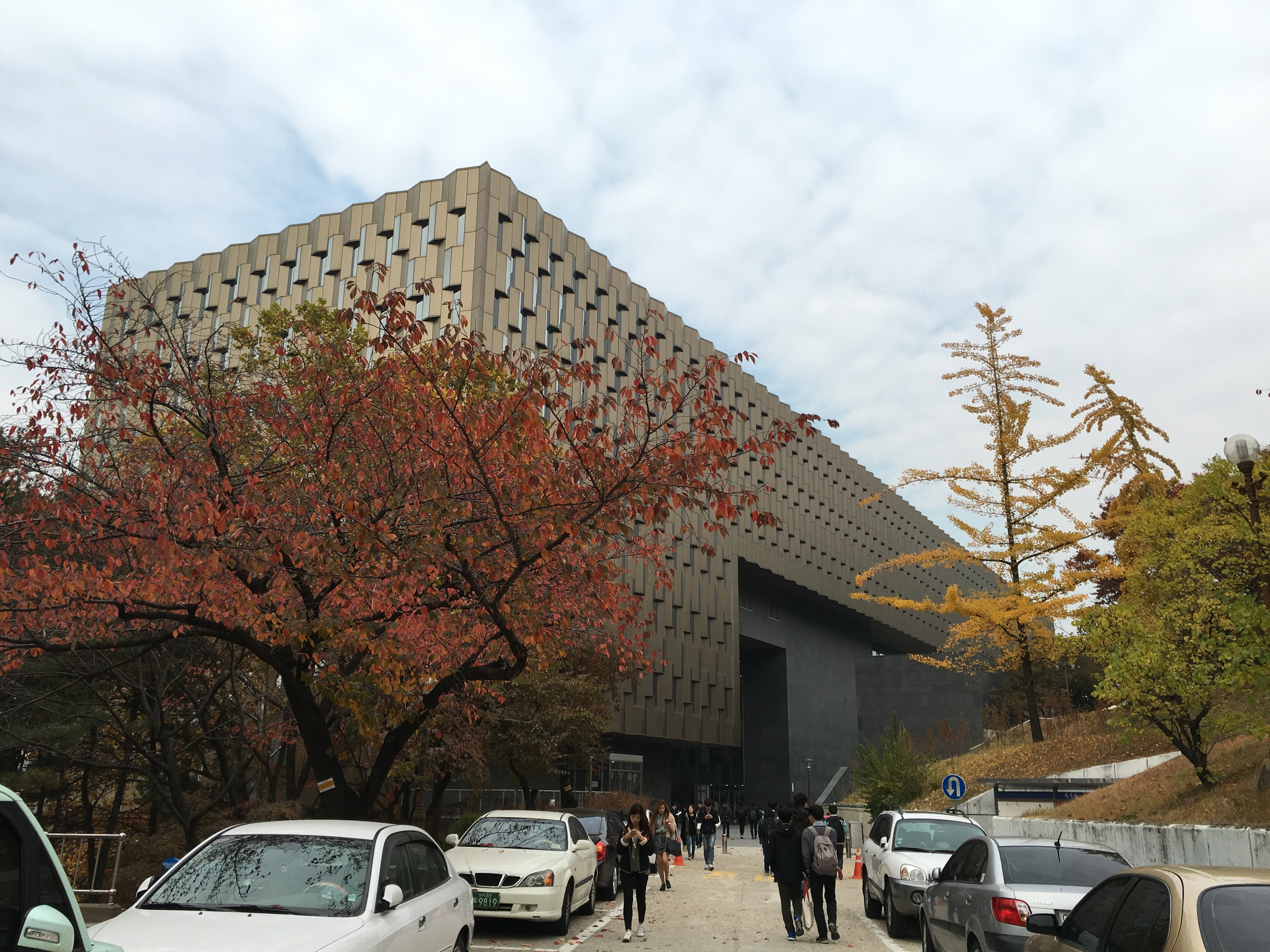
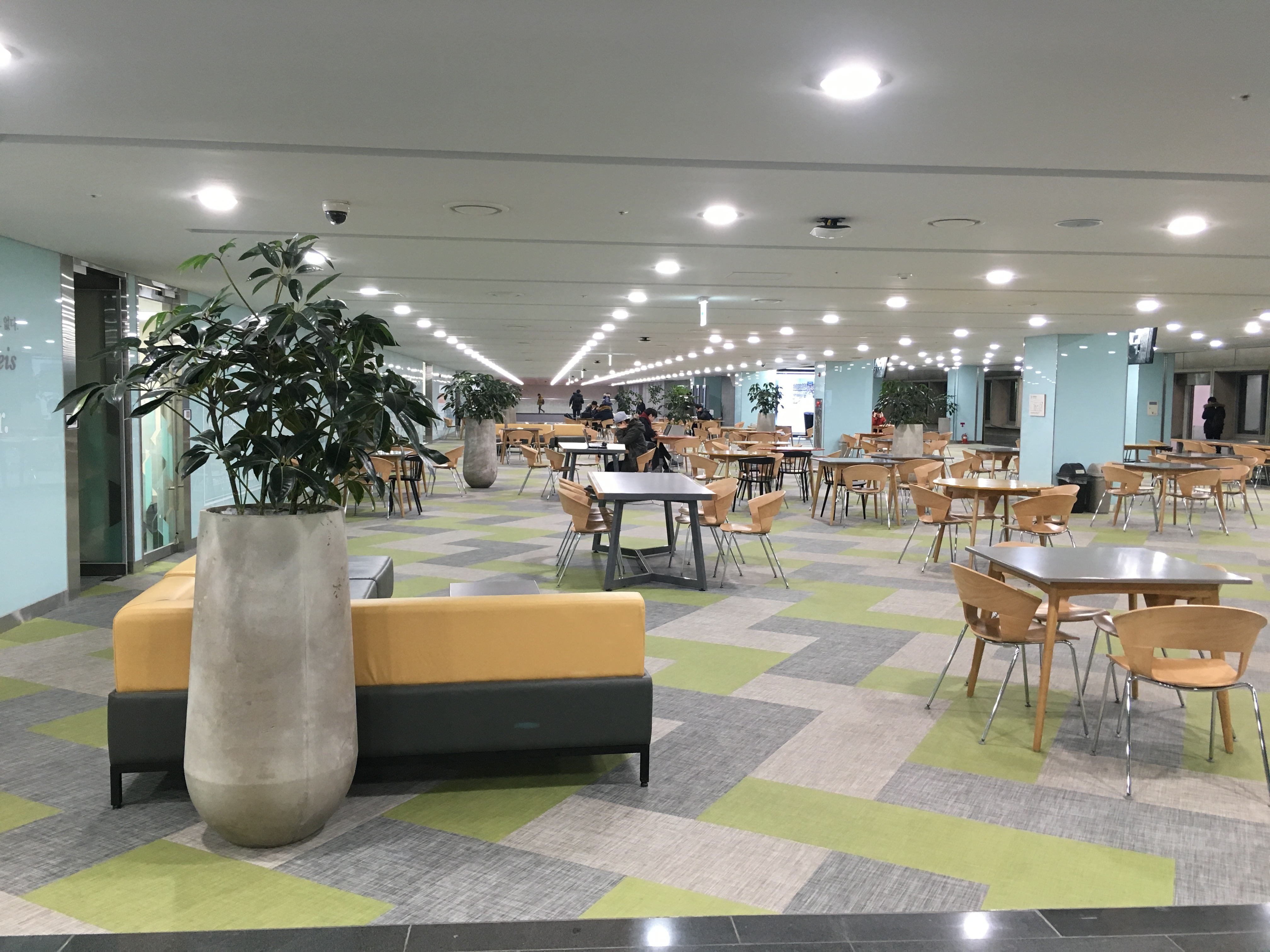
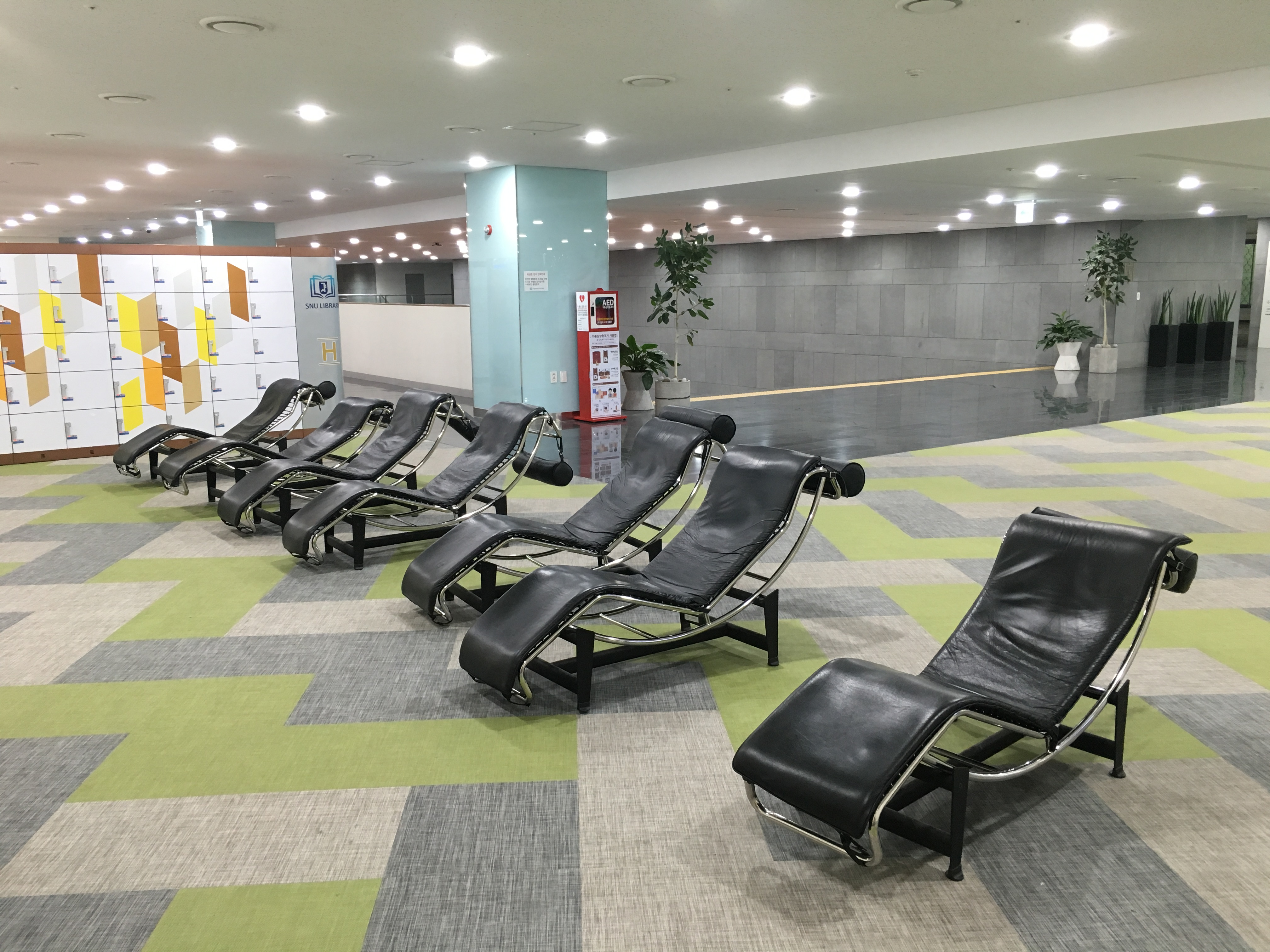
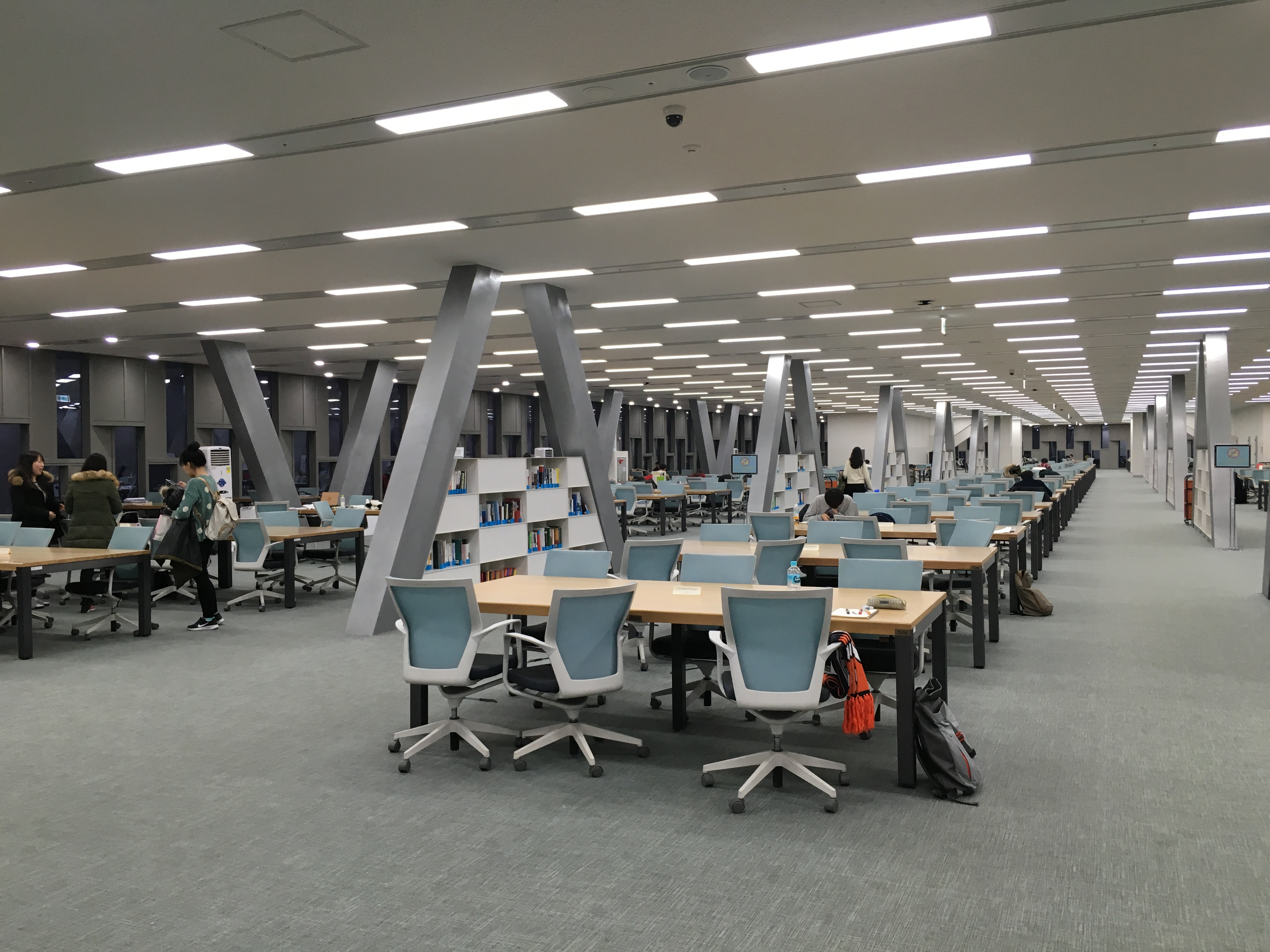
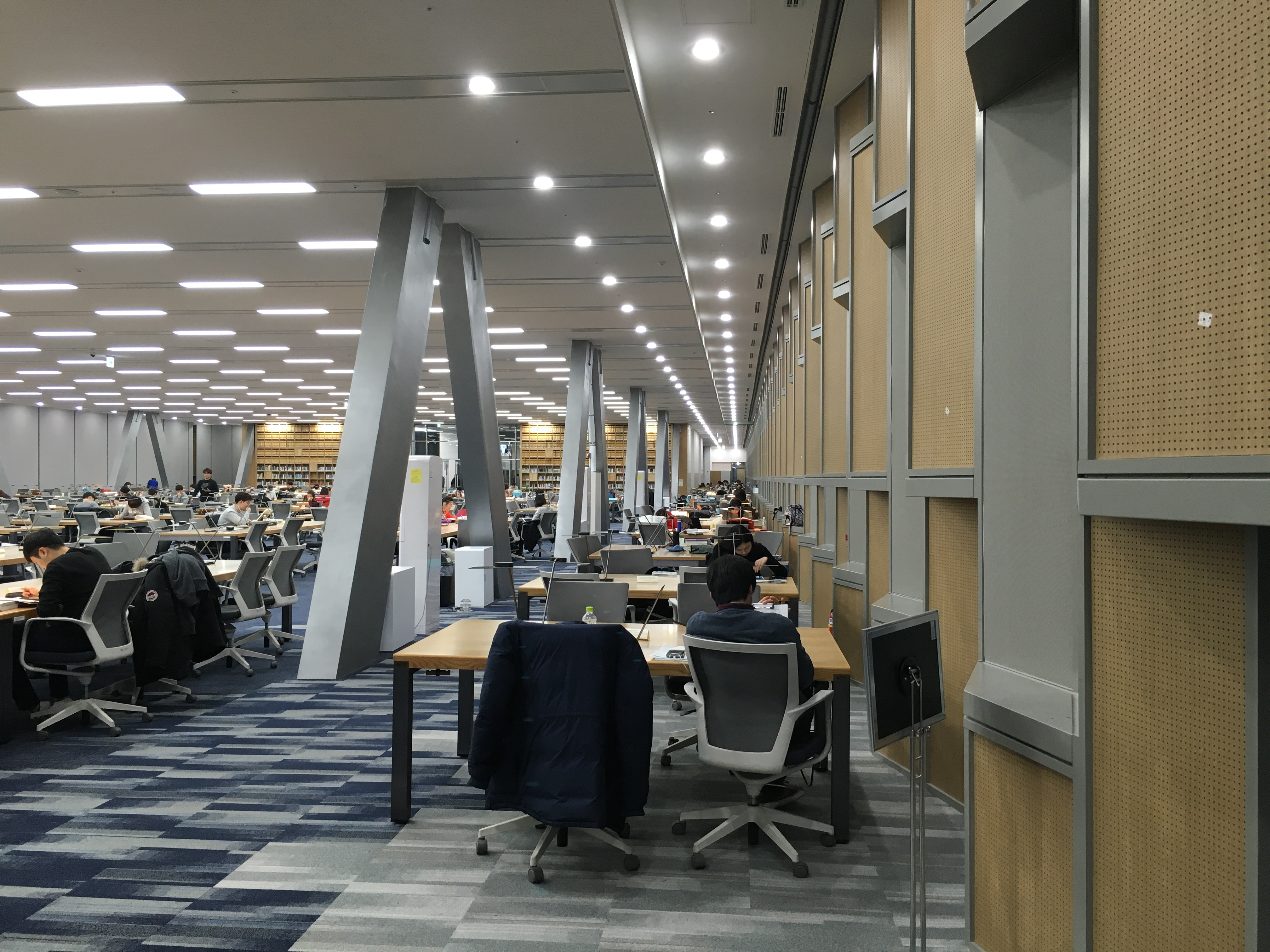
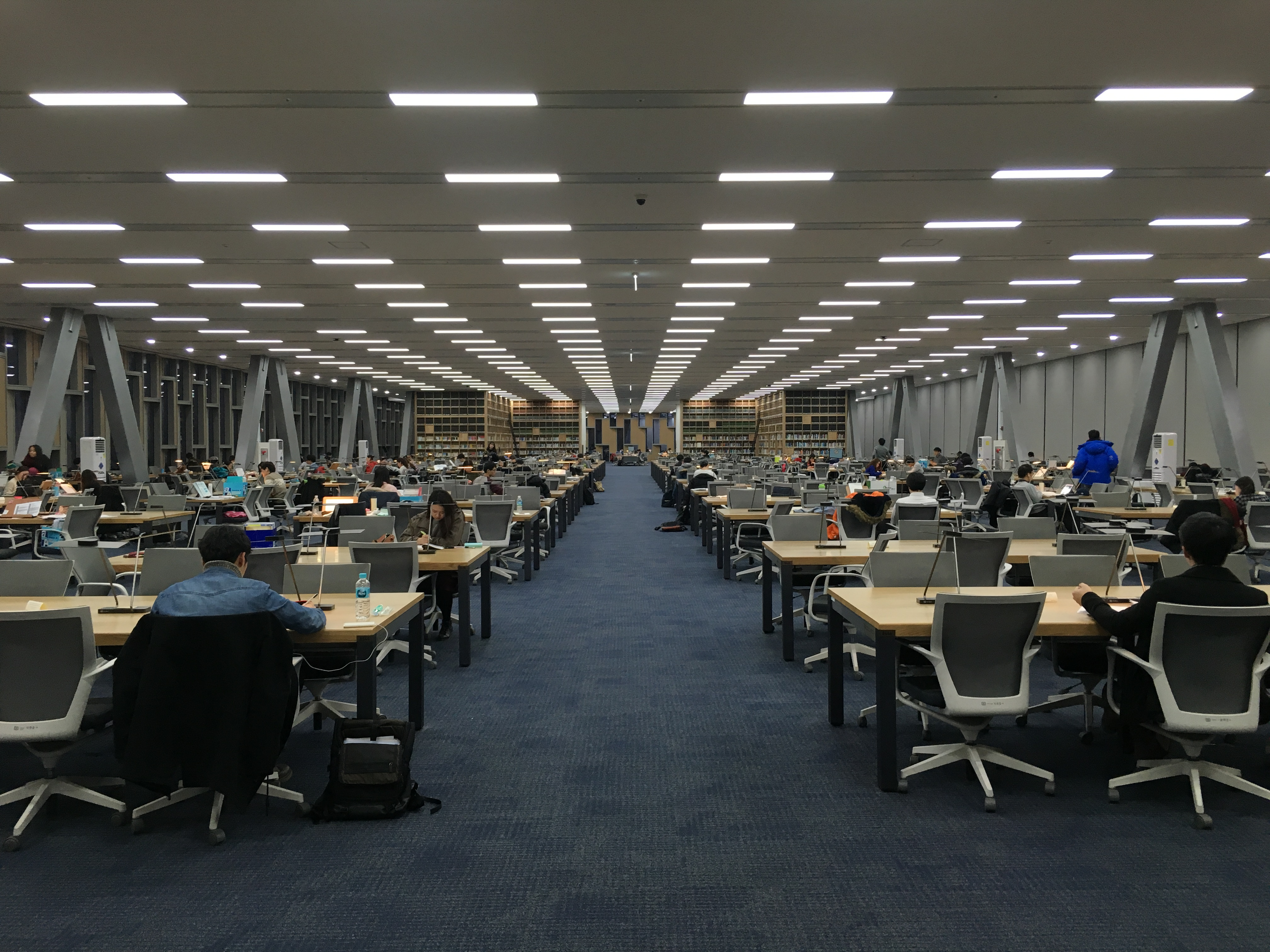